# Science et technologie en Espagne
 (août 2024).
La mise en forme du texte ne suit pas les recommandations de Wikipédia : il faut le « wikifier ».
Les points d'amélioration suivants sont les cas les plus fréquents :
- Les titres sont pré-formatés par le logiciel. Ils ne sont ni en capitales, ni en gras.
- Le texte ne doit pas être écrit en capitales (les noms de famille non plus), ni en gras, ni en italique, ni en « petit »…
- Le gras n'est utilisé que pour surligner le titre de l'article dans l'introduction, une seule fois.
- L'italique est rarement utilisé : mots en langue étrangère, titres d'œuvres, noms de bateaux, etc.
- Les citations ne sont pas en italique mais en corps de texte normal. Elles sont entourées par des guillemets français : « et ».
- Les listes à puces sont à éviter, des paragraphes rédigés étant largement préférés. Les tableaux sont à réserver à la présentation de données structurées (résultats, etc.).
- Les appels de note de bas de page (petits chiffres en exposant, introduits par l'outil «  Source ») sont à placer entre la fin de phrase et le point final[comme ça].
- Les liens internes (vers d'autres articles de Wikipédia) sont à choisir avec parcimonie. Créez des liens vers des articles approfondissant le sujet. Les termes génériques sans rapport avec le sujet sont à éviter, ainsi que les répétitions de liens vers un même terme.
- Les liens externes sont à placer uniquement dans une section « Liens externes », à la fin de l'article. Ces liens sont à choisir avec parcimonie suivant les règles définies. Si un lien sert de source à l'article, son insertion dans le texte est à faire par les notes de bas de page.
- La présentation des références doit suivre les conventions bibliographiques. Il est recommandé d'utiliser les modèles {{Ouvrage}}, {{Chapitre}}, {{Article}}, {{Lien web}} et/ou {{Bibliographie}}. Le mode d'édition visuel peut mettre en forme automatiquement les références.
- Insérer une infobox (cadre d'informations à droite) n'est pas obligatoire pour parachever la mise en page.

Pour une aide détaillée, merci de consulter Aide:Wikification.
Si vous pensez que ces points ont été résolus, vous pouvez retirer ce bandeau et améliorer la mise en forme d'un autre article.

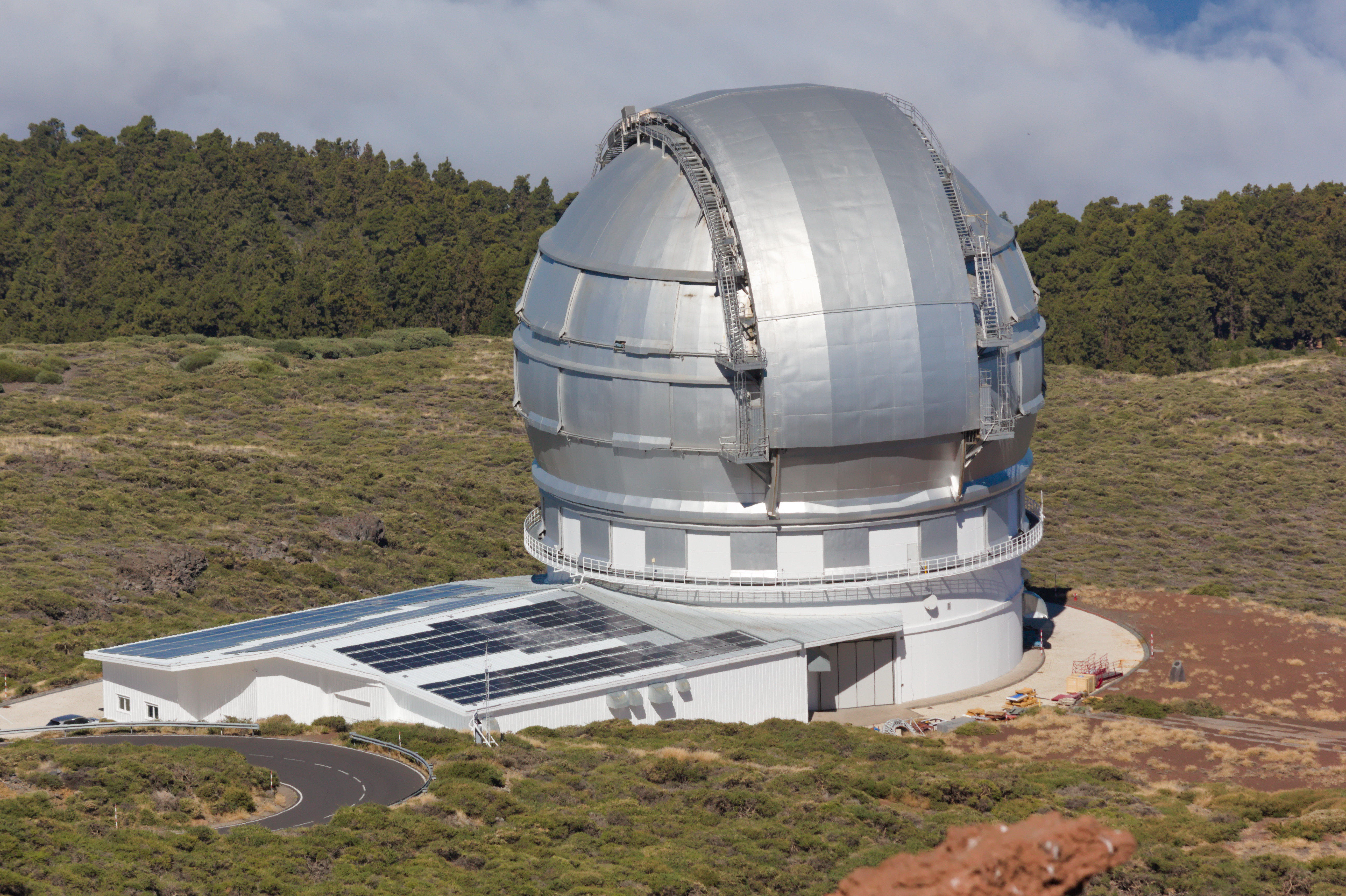
Le Grand Télescope des Canaries.

La science et  la technologie en Espagne englobent un ensemble de politiques, de plans et de programmes développés par le ministère de la Science et de l'Innovation et d'autres organisations. Ces initiatives sont orientées vers la recherche, le développement et l'innovation (R&D&I) dans le pays, ainsi que vers les infrastructures et installations scientifiques et technologiques espagnoles.

## Histoire
La préhistoire de la péninsule ibérique a laissé des vestiges notables de connaissances préscientifiques. Les peintures rupestres de la grotte d'Altamira, découvertes au XIXe siècle, sont un témoignage éloquent de la capacité humaine d'observation et de représentation de l'environnement. La culture de Los Millares à Almería et d'El Argar à Murcie, à l'Âge du bronze, témoigne d'avancées notables dans les domaines de la métallurgie, de l'agriculture et de l'urbanisme.
L'Hispanie romaine, du IIe siècle avant J.-C., fut le théâtre d'une adoption et d'une adaptation notables de la science et de la technologie romaines. La construction d'aqueducs comme celui de Ségovie, de ponts comme celui d'Alcántara et du réseau routier sont des témoignages de l'ingénierie romaine. Par ailleurs, l'exploitation minière a connu un développement important, comme en témoigne Las Médulas à León, un gisement d'or exceptionnel exploité avec des techniques innovantes d'ingénierie hydraulique.
Le Moyen Âge, en particulier en Al-Andalus, fut une période de grand épanouissement scientifique. Des personnalités comme le mathématicien Averroès et le docteur Maïmonide se démarquent, ce dernier appartenant à la communauté juive. Tous deux représentaient l’esprit de préservation des connaissances classiques, ainsi que leur enrichissement par de nouvelles observations et théories.
L'ère moderne, entre le XVe et le XVIIIe siècle, a été témoin d'un développement important de l'exploration géographique et des études des sciences naturelles, grâce aux grandes expéditions de l'ère des découvertes. La figure de Christophe Colomb se démarque ainsi que son voyage qui a définitivement relié l'Ancien et le Nouveau Monde, ce qui a entraîné un immense échange de connaissances entre les deux continents.
Le XIXe siècle, dans le cadre du siècle des Lumières et malgré les bouleversements politiques et sociaux, voit un renouveau de la science et de la technologie. Des personnalités telles que le mathématicien et marin Jorge Juan et le scientifique Antonio de Ulloa ont apporté des contributions significatives dans des domaines tels que la géodésie et la minéralogie. De plus, le tungstène a été découvert par les frères Fausto et Juan José Elhuyar.
Le XXe siècle marque la consolidation de l’Espagne sur la scène scientifique mondiale. Malgré les difficultés imposées par la guerre civile et la dictature de Franco, des progrès notables ont été réalisés. Les figures de Santiago Ramón y Cajal, prix Nobel de médecine pour ses travaux en neurologie, et de Severo Ochoa, prix Nobel de physiologie pour ses recherches en génétique, se démarquent.

## Lois et règlements

### Loi sur la recherche scientifique de 1986
La loi 13/1986 sur la promotion générale et la coordination de la recherche scientifique et technique a placé pour la première fois la science à l'agenda politique espagnol, posant les bases de la recherche, ainsi que de son financement, de son organisation et de sa coordination entre l'État et les autonomies. Cette réglementation a également marqué la naissance du plan national de recherche comme « instrument de financement de la science ».4 Elle a également permis aux organismes publics de recherche de créer des entreprises, comme solution au manque d'entreprises qui osent promouvoir les nouvelles technologies et la déconnexion du système science & technologie avec le système productif.

### Loi sur la science, la technologie et l'innovation (2011)
Elle est régie par la loi 14/2011 du 1er juin sur la science, la technologie et l'innovation, qui est généralement entrée en vigueur six mois après sa publication. Conformément à la neuvième disposition finale de la loi, certaines dispositions de celle-ci ont le caractère de la législation de base.
Cette loi envisage le contrat prédoctoral dans son article 21. Cette loi a provoqué une forte augmentation de la charge bureaucratique des centres de recherche. On lui attribue bon nombre des problèmes dont a souffert la science espagnole au cours de la décennie suivante. Entre 2011 et 2016, 5 000 postes de chercheurs ont été perdus et autant de jeunes talents ont fui à l’étranger.

### Loi sur la recherche scientifique de 2022
En 2020, le ministère a publié la consultation préalable sur la réforme de la loi scientifique. Grâce à la loi de finances 2021, la figure juridique de l'agence d'État a été réintroduite pour la CSIC, qui avait été transformée en organisme autonome en 201511, et l'Agence nationale de recherche. Les agences d'État disposent d'une plus grande indépendance dans la gestion de votre budget.
Finalement, le 25 août 2022, la nouvelle Loi scientifique a été approuvée. Celui-ci présente les principales nouveautés suivantes.
- Réduction du fardeau bureaucratique.
- Un nouveau type de contrat à durée indéterminée, destiné à remplacer les anciens contrats temporaires courants chez les jeunes chercheurs
- Un contrat d'accès à la carrière est créé, d'une durée de trois à six ans. Dès la deuxième année, les recherches des docteurs seront évaluées. En cas de résultat positif, leur salaire sera amélioré et ils se verront délivrer un certificat de « chercheur confirmé ». Ce statut leur permettra de concourir pour une réserve comprise entre 15 et 25 % des postes de chercheurs publics et les exemptera d'une partie des concours.
- La loi fixe également pour la première fois l'objectif d'atteindre un financement public de la R&D&I de 1,25 % du produit intérieur brut en 2030, passant à 0,58 % en 2021[13].

## Sources de financement
En 2020, l'Espagne investit 1,24 % de son PIB dans la recherche scientifique, bien en dessous de la moyenne européenne de 2,12 %.

## Organismes de recherche publics
Les organismes publics de recherche (OPI) réalisent une grande partie des activités de R&D&I financées par des fonds publics et gèrent généralement certains des programmes inclus dans les plans nationaux.
Institut de recherche en intelligence artificielle, appartenant au CSIC.
Les OPI suivants sont rattachés au Ministère de la Science et de l'Innovation :
- Conseil supérieur de la recherche scientifique (CSIC).
- Centre de Recherches Énergétiques, Environnementales et Technologiques (CIEMAT).
- Institut géologique et minier d'Espagne (IGME).
- Institut espagnol d'océanographie (IEO).
- Institut National de Recherche et Technologie Agricoles et Alimentaires (INIA).
- Institut d'Astrophysique des Îles Canaries (IAC), auquel participe également le Gouvernement des Îles Canaries.

Les OPI suivants sont rattachés aux autres départements ministériels :
- Canal d'Expériences Hydrodynamiques El Pardo (CEHIPAR).
- Centre de recherches sociologiques (CIS).
- Centre d'études politiques et constitutionnelles (CEPC).
- Centre d'études et d'expérimentation des travaux publics (CEDEX).

- Centres de R&D dépendant de la Direction générale de l'armement et du matériel du ministère de la Défense (DGAM).
- Institut d'études fiscales (IEF).
- Institut de Santé Carlos III (ISCIII).
- Institut Géographique National (IGN).
- Institut National de Recherche et de Formation sur le Drogue (INIFD).
- Institut National de Météorologie (INM).
- Institut National de Technologie Aérospatiale (INTA)
- Institut national de toxicologie et des sciences médico-légales (INTCF).

### Sur le territoire national
Le Comité consultatif des infrastructures singulières (appelé jusqu'en 2006 Comité consultatif des grands équipements scientifiques)16 (CAGIC) distingue deux types d'installations scientifiques et technologiques : les grandes installations scientifiques (GIC) et les installations de taille moyenne (ITM). Leur reconnaissance en tant que telle relève de la responsabilité de la Commission interministérielle de la science et de la technologie (CICYT).

### Infrastructure Scientifique et Technique Singulière (ICTS)
Par Infrastructure Scientifique et Technique Singulière (ICTS), on entend cette installation unique ou exceptionnelle en Espagne, qui nécessite un coût d'investissement relativement élevé et dont son importance en matière de recherche ou de développement justifie sa disponibilité.
Les installations suivantes ont été reconnues comme ICTS espagnoles.
- Bases antarctiques espagnoles.
- Navire de recherche océanographique Hespérides.
- Navire océanographique Cornide de Saavedra.
- Centre astronomique de Yebes.
- Dispositif de fusion thermonucléaire TJ-II.
- Installation de Haute Sécurité Biologique CISA.
- Installations de génie civil uniques CEDEX.
- Supercalculateur CESGA Finisterrae
- Supercalculateurs MareNostrum et MinoTauro du National Supercomputing Center.
- Usine de Chimie Fine de Catalogne.
- Plateforme solaire d'Almería.
- Centre Informatique et Communications de Catalogne.
- RougeIRIS.
- Laboratoire de résonance magnétique nucléaire du Parc Scientifique de Barcelone.
- Salle Blanche du Centre National de Microélectronique.
- Centre Technologique de l'Institut de Systèmes Optoélectroniques de l'Université polytechnique de Madrid.
- Collections de faune et de flore du Muséum des Sciences naturelles et du Jardin botanique royal.
- Laboratoire de lumière synchrotron ALBA.
- Plateforme océanique des îles Canaries.

De plus, il existe des ICTS situés en Espagne, bénéficiant aussi d'une participation internationale :
- Centre astronomique de Calar Alto.
- Observatoire du Teide.
- Observatoire du Roque de los Muchachos.
- Institut de radioastronomie millimétrique.
- Grand Télescope des Îles Canaries.

### Hors du territoire national, avec participation espagnole
L'Espagne participe à plusieurs programmes et organisations scientifiques internationales. Le bénéfice obtenu de cette participation a un double aspect : d'une part, les scientifiques espagnols peuvent utiliser les installations pour le développement de leurs projets ; D’autre part, le monde des affaires a la possibilité de réaliser des contrats commerciaux importants.
Certaines des installations auxquelles l'Espagne participe sont :
- L'Agence spatiale européenne.
- Le Laboratoire européen de physique des particules.
- Le Laboratoire européen de biologie moléculaire.
- L'Installation européenne de rayonnement synchrotron.
- L'Institut Laue-Langevin.
- ISIS, source de neutrons et de muons pulsés.
- Le CERN.

## Domaines scientifiques et technologiques

### Physique
En 2020, Pablo Jarillo-Herrero a reçu le prix Wolf de physique, considéré comme le prélude aux prix Nobel. En 2009, Juan Ignacio Cirac a été nommé pour ce prix prestigieux, pour ses recherches en informatique quantique et en optique quantique.

### Chimie
En 1735, Antonio de Ulloa fut le premier à découvrir le platine comme nouvel élément et à l'étudier. En 1783, en Espagne, les frères Juan José et Fausto Elhúyar furent les premiers à isoler le tungstène. En 1801, Andrés Manuel del Río découvrit le vanadium.
Parmi les contributions espagnoles les plus récentes à la chimie figurent les recherches de Francis Mojica qui ont donné naissance à la technique d'édition génétique CRISPR, un terme qu'il a lui-même inventé. Mariano Barbacid est l'un des biochimistes les plus reconnus au niveau international. Parmi ses contributions, il a réussi à isoler l'oncogène humain H-ras dans le carcinome de la vessie. Ce fait représentait une avancée incroyable pour l’étude des bases moléculaires du cancer. Il dirige actuellement le Centre National de Recherche sur le Cancer (CNIO).

### Mathématiques
En 2020, l'Espagne se classait au septième rang mondial pour l'impact scientifique en mathématiques. Des centres tels que l'Institut des Sciences Mathématiques (ICMAT), fondé en 2007, et le Centre Basque de Mathématiques Appliquées (BCAM), fondé en 2008, se distinguent au niveau international. Carlos Beltrán a résolu le problème Smale numéro 17, en trouvant un algorithme probabiliste à complexité polynomiale, et a publié la solution en 2009.

### Médecine
Miguel Servet a décrit la circulation pulmonaire du sang au XVIe siècle. Francisco Romero a accompli en 1801 la première opération cardiaque.
L'Espagne possède un prix Nobel de médecine, Santiago Ramón y Cajal (1906), pionnier dans la description du fonctionnement du système nerveux. D'autres étaient sur le point d'y parvenir et ont été nommés, comme Jaime Ferrán y Clúa, découvreur du vaccin contre le choléra, qui a mis fin à l'épidémie qui a dévasté l'Espagne au XIXe siècle. Il développe plus tard des vaccins contre le tétanos, le typhus, la tuberculose et la rage. José Gómez Ocaña et August Pi i Sunyer ont également été nommés. Au XIXe siècle, l'expédition Balmis fut la première expédition sanitaire internationale de l'histoire, avec pour objectif la lutte contre la variole. Le vaccin a atteint tous les continents, une maladie qui provoque la mort de milliers d’enfants dans le monde. En 1921, le chirurgien Fidel Pagés développa la technique de l'anesthésie péridurale. L'ingénieur Manuel Jalón Corominas a inventé l'aiguille hypodermique jetable. Dans les années 2010, Pedro Cavadas est reconnu internationalement pour ses avancées en matière de chirurgie de transplantation.

### Ingénierie
Le galion, invention espagnole, a permis la naissance de l'Empire espagnol et sa conquête des mers. Narciso Monturiol, inventeur de la propulsion aérienne indépendante, et Isaac Peral font partie des créateurs du sous-marin. Juan de la Cierva a inventé le rotor articulé et l'autogyre, précurseur de l'hélicoptère. En 1907, Leonardo Torres Quevedo (1852-1936) a lancé le premier téléphérique au monde pour les passagers sur le Monte Ulía à Saint-Sébastien. Le premier fauteuil roulant a également été créé en Espagne.

### Biologie et biotechnologie
Dans le secteur de la biotechnologie, des institutions comme le Centre National de Biotechnologie, des entreprises comme PharmaMar y Zendal et des chercheurs comme Mariano Esteban se distinguent.

### L'énergie nucléaire
Actuellement, l'Espagne dispose de réacteurs nucléaires de deuxième génération, les pays les plus avancés développant la quatrième génération. On peut dire que le père de l'énergie nucléaire en Espagne était José María Otero de Navascués. Aujourd'hui, le Centre de Recherche Énergétique, Environnemental et Technologique (CIEMAT) est le principal centre de recherche espagnol dans ce domaine, qui possède le stellarateur TJ-II et prévoit un successeur, le TJ-III. Pablo Rodríguez Fernández est un chercheur éminent dans la course à la fusion nucléaire. Grenade est candidate pour accueillir l'IFMIF-DONES à partir de 2030.

### Informatique

#### Matériel et électronique
Ramón Verea (1833 - 1899) a créé la première calculatrice mécanique capable d'effectuer directement des multiplications.
Leonardo Torres Quevedo (1852-1936) a créé les principes de fonctionnement modernes de la télécommande sans fil37 et des machines à calculer analogiques qui permettaient de résoudre une équation quadratique à coefficients complexes. En 1912, il a construit un automate qui jouait aux fins des échecs, El Chess, qui a été considéré comme le premier jeu informatique de l'histoire. Il a également introduit pour la première fois l'idée de l'arithmétique à virgule flottante dans les ordinateurs.
José García Santesmases (1907-1989) a construit le premier ordinateur analogique et le premier microprocesseur de fabrication espagnole. En 1967, le Factor-P, le premier ordinateur fabriqué en Espagne, est lancé sur le marché.
En 2016 et 2017, BQ est devenue la troisième marque de smartphones la plus vendue en Espagne, avec des téléphones conçus dans le pays. Vers la fin des années 1990 et au début des années 2000, plusieurs entreprises fabriquaient des ordinateurs portables en Espagne, notamment Airis et Inves. En 2021, Primux, Slimbook, Vant et Mountain conçoivent et assemblent leurs ordinateurs en Espagne.
Entre 1987 et 2009, il y avait une grande usine de puces électroniques à Tres Cantos, mais elle a fermé ses portes en raison de la difficulté de rivaliser avec le marché asiatique. Il existe actuellement des entreprises espagnoles ayant la capacité de produire des puces électroniques à plus petite échelle, mais elles ont également des capacités de conception, mettant en avant Televés, pionnier en Europe dans l'utilisation de composants électroniques DIE (composants électroniques non encapsulés) et qui a également la capacité de fabriquer des circuits MMIC, Ikor et Anafocus, destinés à la fabrication de capteurs d'images CMOS. .

#### Logiciel
Entre 1983 et 1992, l’Espagne est devenue l’un des plus grands producteurs de jeux vidéo, dans ce qu’on appelle l’âge d’or du jeu vidéo espagnol. Actuellement, FX Interactive, héritier de Dinamic Software, fait partie des sociétés les plus importantes.

#### Internet
À la fin des années 1990, IRC-Hispano était la référence en tant que communauté sociale dans le monde hispanique. D'autres éditeurs de logiciels qui ont eu un grand impact sont le moteur de recherche Olé, Terra Networks ou Tuenti. Actuellement, Wallapop, Fotocasa, Cabify et Rakuten TV se démarquent.

### Espace
L'évolution de la navigation astronomique, grâce aux contributions d'astronomes tels qu'Alonso de Santa Cruz, Juan Arias de Loyola et Jorge Juan, a également été la clé de la prépondérance espagnole dans les océans. La résolution du problème de longitude a rendu possible l'expédition Magellan-Elcano, le premier tour du monde de la Terre.
Depuis 1968, l'Institut National de Technologie Aérospatiale a lié les programmes de satellites scientifiques, en commençant par le programme Intasat, en continuant avec le programme Minisat qui a représenté un saut qualitatif dans les années 90, et en continuant jusqu'à l'actuel programme Small Satellite Constellation. De nombreux instruments utilisés dans les missions spatiales vers Mars et les astéroïdes sont développés au Centre d'Astrobiologie (CAB).
Le gouvernement espagnol a validé, le 14 juin 2022 en Conseil des ministres, la création d’un Conseil de l’espace, prélude au lancement de l’Agence spatiale espagnole, dès 2023.
Parmi les plus grands contributeurs dans le domaine spatial, on peut citer Emilio Herrera, inventeur de la combinaison de plongée stratonautique, prédécesseur de la combinaison spatiale ; Enrique Trillas, promoteur des programmes scientifiques spatiaux ; et Pedro Duque, premier astronaute espagnol.

## Parcs scientifiques et technologiques
Il existe en Espagne de nombreux parcs scientifiques et technologiques, généralement regroupés au sein de l'Association des parcs scientifiques et technologiques d'Espagne (APTE).
- Espaïtec. Parc Scientifique, Technologique et Commercial de l'Université Jaume I
- Parc Technologique d'Alava
- Parc Scientifique et Technologique de Castilla-La Mancha à Albacete
- Parc scientifique et technologique d'Alcalá
- Parc scientifique et technologique de Jaén (Geolit)
- Parc Scientifique Méditerranéen à Alicante
- Parc technologique des Asturies
- Parc d'Innovation Technologique des Baléares
- Parc scientifique de Barcelone
- 22@Barcelone
- Parc Technologique de Biscaye - Zamudio
- Centre de Développement Technologique de l'Université de Cantabrie
- Parcs Technologiques de Castille et León
- Parc Technologique de Galice
- Parc Scientifique et Technologique de Gijón
- Parc technologique des sciences de la santé à Grenade
- Parc Scientifique Technologique de l'Université Carlos III de Leganés
- Parc scientifique de Madrid
- Parc Technologique d'Andalousie (PTA) à Malaga.
- Parc Technologique Walqa à Huesca
- Parc d'Innovation de La Salle
- Parc Technologique de Saint-Sébastien
- Parc Scientifique et Technologique Cartuja 93 à Séville
- Parc Technologique de Valence
- Cité Polytechnique d'Innovation
- Parc Technologique Vallés
- Parc Technologique et Logistique de Vigo
- Parc Scientifique et Technologique de Cantabrie (PCTCAN)
- Ville des TIC à La Corogne
- Bases antarctiques de l'Espagne

## Programmes scientifiques

### Programmes d'État
Le Plan national de recherche et d'innovation scientifique et technique (PEICTI) est le principal instrument de l'Administration générale de l'État pour le développement et la réalisation des objectifs de la Stratégie espagnole pour la science, la technologie et l'innovation (EECTI).
Le programme de bourses Ramón y Cajal est considéré en 2023 comme le plus pertinent en Espagne pour attirer et retenir les chercheurs talentueux dans les universités et les centres de recherche.

### Programmes internationaux
Les programmes internationaux de R&D&i auxquels l’Espagne participe sont généralement axés sur le niveau européen, et les plus importants sont les suivants :

#### Programme-cadre de l'Union européenne pour la promotion et le soutien de la R&D&I.
Les ERA Nets, articulés au sein du programme-cadre, sont des actions visant à développer un espace européen de recherche.

#### Programmes de recherche collaborative de l'ESF (EUROCORES), de la Fondation européenne de la science (ESF).
- Fondation européenne de la science, association non gouvernementale composée de 76 organisations de 29 pays européens.
- Science et technologie pour le développement (CYTED) est un programme ibéro-américain de science et technologie pour le développement.
- Coopération européenne dans le domaine de la science et de la technologie (COST), avec la participation de 34 pays européens.
- EMBC/EMBO/EMBL, la Conférence européenne de biologie moléculaire, son organisation et son laboratoire.
- Programme EUREKA, initiative de soutien à la R&D coopérative en Europe européenne, promue en Espagne par le programme PROFIT.
- Agence spatiale européenne, organisation européenne de coopération en matière de recherche et de technologie spatiales. L'Espagne participe aux programmes scientifiques, lanceurs, vols habités et microgravité, observation de la Terre, télécommunications, navigation par satellite et ceux liés à Hispasat.
- CERN, organisation européenne pour la recherche nucléaire.
- ESRF, coopération scientifique au Centre européen de rayonnement synchrotron.
- Institut Laue-Langevin, recherche expérimentale sur les structures microscopiques et la dynamique des matériaux.
- Global Biodiversity Information Facility, programme international pour l’étude de la biodiversité mondiale.
- Institut international d'informatique, une extension du Département de génie électrique et d'informatique de l'Université de Californie, dont l'Espagne fait partie depuis le 14 novembre 1998.
- Integrated Ocean Drilling Program, programme international de recherche marine.
- Comité international des sciences de l'Arctique (IASC) depuis 2009

### Diffusion scientifique
La Fondation espagnole pour la science et la technologie (FECYT) est une fondation du secteur public dont la mission est de promouvoir la science et l'innovation, en favorisant son intégration et son rapprochement avec la société. Le Musée National des Sciences et Technologies (MUNCYT) se consacre à la diffusion et à la conservation scientifique et technologique, il dispose de deux sièges, l'un à Alcobendas et l'autre à La Corogne.